# Maktens ringar
Maktens ringar är 19 ringar som förekommer i Tolkiens böcker. I Midgårds andra ålder beboddes Eregion (även kallat Järnekslandet) av alvsmederna eller Gwaith-i-mirdain, en grupp noldoralver kända för sin stora hantverksskicklighet. Runt år 1200 (AÅ) kom en främling vid namn Annatar (som falskeligen sade sig vara en valars utsände) till dem och lärde dem många ting i hemliga sidor av deras hantverk. Med Annatars direkta medverkan tillverkades totalt 19 ringar. Dessa började tillverkas kring år 1500 (AÅ). Maktens ringar syftar på de sju som smiddes som gåvor till dvärgarna, och de nio till människornas släkte. Därutöver de tre alvringarna som smiddes av Celebrimbor själv (som hade undervisats av Annatar). 
Vad alvsmederna inte visste var att Annatar i själva verket var Sauron i en skön förklädnad. Sauron smidde senare (år 1600 AÅ) en mästarring (Den enda ringen) för att kontrollera de övriga. Men när Sauron tog på sig sin ring i Domedagsberget varseblev alvsmederna honom och förstod att de blivit bedragna. I ilska och rädsla lade de undan sina ringar. Sauron ville ha kontrollen över alla ringarna i alvsmedernas ägo (han menade att de inte kunnat formas utan hans hjälp), och ett krig utbröt där Eregion ödelades. Celebrimbor dödades efter tortyr (men Sauron fick ingen information ur honom om de tre alvringarna) och Sauron beslagtog människornas nio ringar. 
Sauron delade sedan ut dessa ringar till nio människor som blev mäktiga under sin tid. Men med tiden föll de ned i mörkret och förslavades av den ring de bar och underkastades hans vilja. Det var dessa kom att bli de värsta av hans tjänare, nämligen Nazgûlerna (som uppträdde för första gången år 2251 andra åldern). 
Dvärgarnas visade sig mer motståndskraftiga; de kunde inte förslavas eller förvandlas till skuggor. Men de blev giriga i jakten på guld och detta orsakade mycket ont, vilket var Saurons avsikt. Av de sju återtog han till slut tre, och resten förtärdes av drakar. Men alvernas tre ringar kom aldrig i hans ägo, och han rörde dem aldrig heller. Galadriel fick Nenya (vattnets ring), medan Gil-galad fick de övriga två. Efter kriget mellan Sauron och alverna utnämndes Elrond till Gil-galads viceregent och mottog Vilya (luftens ring). Innan Gil-galad anslöt sig till den sista alliansens skaror överlämnade han även Narya, eldens ring, till Círdan. Círdan gav den i sin tur vidare till Gandalf då denne anlände i Midgård ett årtusende in i tredje åldern.
När Sauron förlorade sin mästarring i slutet av Andra åldern började alvringarna sända ut sin kraft igen. På så sätt kunde alverna bromsa tidens nötande verkan och leva i det förgångna genom hela tredje åldern. I och med mästarringens förstörelse (25 mars år 3019 TÅ) förlorade de dock all kraft, och de lämnade Midgård för alltid tillsammans med Gandalf, Galadriel och Elrond två år senare.